# Iveco Defence Vehicles
Iveco Defence Vehicles (Iveco D.V.) est la division matériel militaire du groupe italien Iveco. 
Son siège social et son usine principale sont implantés à Bolzano, tout près de la frontière autrichienne, elle dispose d'une usine de production à Plaisance, au sein de l'usine de poids lourds Astra SpA, à Vittorio Veneto et au Brésil, à Sete Lagoas.

## Histoire
Depuis sa création en 1899, Fiat a toujours disposé une division spécialisée dans la défense qui distribuait ses produits sous la simple marque Fiat. Le géant italien a livré aux armées de son pays mais également à bien d'autres, des camions, des tracteurs d'artillerie, des automitrailleuses, des chars d'assaut, des blindés de tout genre et même des armes légères et lourdes. Les usines de production étaient disséminées un peu partout en Italie.
En 1969, Fiat rachète Lancia et hérite du site industriel de Bolzano, site dont la création a été décidée par Vincenzo Lancia en 1935 et qui a été construit en 1936, inauguré le 6 juillet 1937 par Benito Mussolini lui-même. Cette usine se consacra à l'effort de guerre et fabriqua du matériel militaire et notamment des camions. L'usine sera lourdement bombardée à plusieurs reprises en 1943 et 1944 ce qui eut de graves conséquences sur la production. Au lendemain de la Seconde Guerre mondiale, l'usine fut en grande partie reconstruite et repris la production de camions.
Après la reprise de Lancia par Fiat, l'usine de Bolzano a conservé la production de camions, après les véhicules Esadelta et Esagamma dont la fabrication est arrêtée en 1971, Fiat y transfère la fabrication du véhicule amphibie que le  commandant Jacques Cousteau a utilisé, notamment sa dernière version lors de ses expéditions en Amazonie en 1983-1984, le fameux Fiat 6640A et du camion militaire Fiat TM69 6x6.
À partir de 1975, après la création d'Iveco qui engloba les marques Fiat V.I., Lancia V.I., OM, Magirus-Deutz et Unic-Fiat, l'usine commence la production de la gamme Fiat Iveco 65-75-90 PC 4x4 et de ses versions militaires Fiat Iveco ACL 75-90 et ACM 90.
Ce n'est qu'en 1985 que le constructeur italien décide de distribuer ses productions militaires sous la bannière IVECO Defence Vehicles SpA.

## Description
Le siège social de la société est implanté à Bolzano dans le nord de l'Italie, près de la frontière autrichienne, sur le site de l'ex-Lancia V.I. qui conçoit et produit tous les véhicules spéciaux du groupe destinés à l'usage militaire et pour la protection civile. La division spécialisée dans la défense militaire a été créée en 1937 au sein de Fiat V.I. et a été transformée en Iveco D.V. en 1985. 
On estime que plus de 30 000 véhicules fabriqués par Iveco D.V. qui sont toujours en service militaire actif dans les armées du monde. Parmi ceux-ci, les tout derniers produits à la mode, l'Iveco VTLM Lince, le véhicule qui a été surnommé le "Hummer européen", le LUV - Light Utility Vehicle, basé sur l’IVECO Massif qui a remplacé la fameuse Fiat Campagnola, mais aussi le camion dérivé de l'Iveco Trakker 8x8 avec sa cabine blindée et un Astra 6x6.

### Site industriel
Créé de toutes pièces par Lancia V.I., à la veille de la Seconde Guerre mondiale pour éviter le risque de bombardement des usines de Turin, le site aujourd'hui intégré dans le groupe Fiat-Iveco, comprend le bureau d'études et la principale usine de fabrication. Placé sous très haute surveillance, il produit entre autres : le transport de troupe blindé Puma, le char de combat Ariete, le char Centauro et le camion à six roues motrices, l'Overland. 

### Production

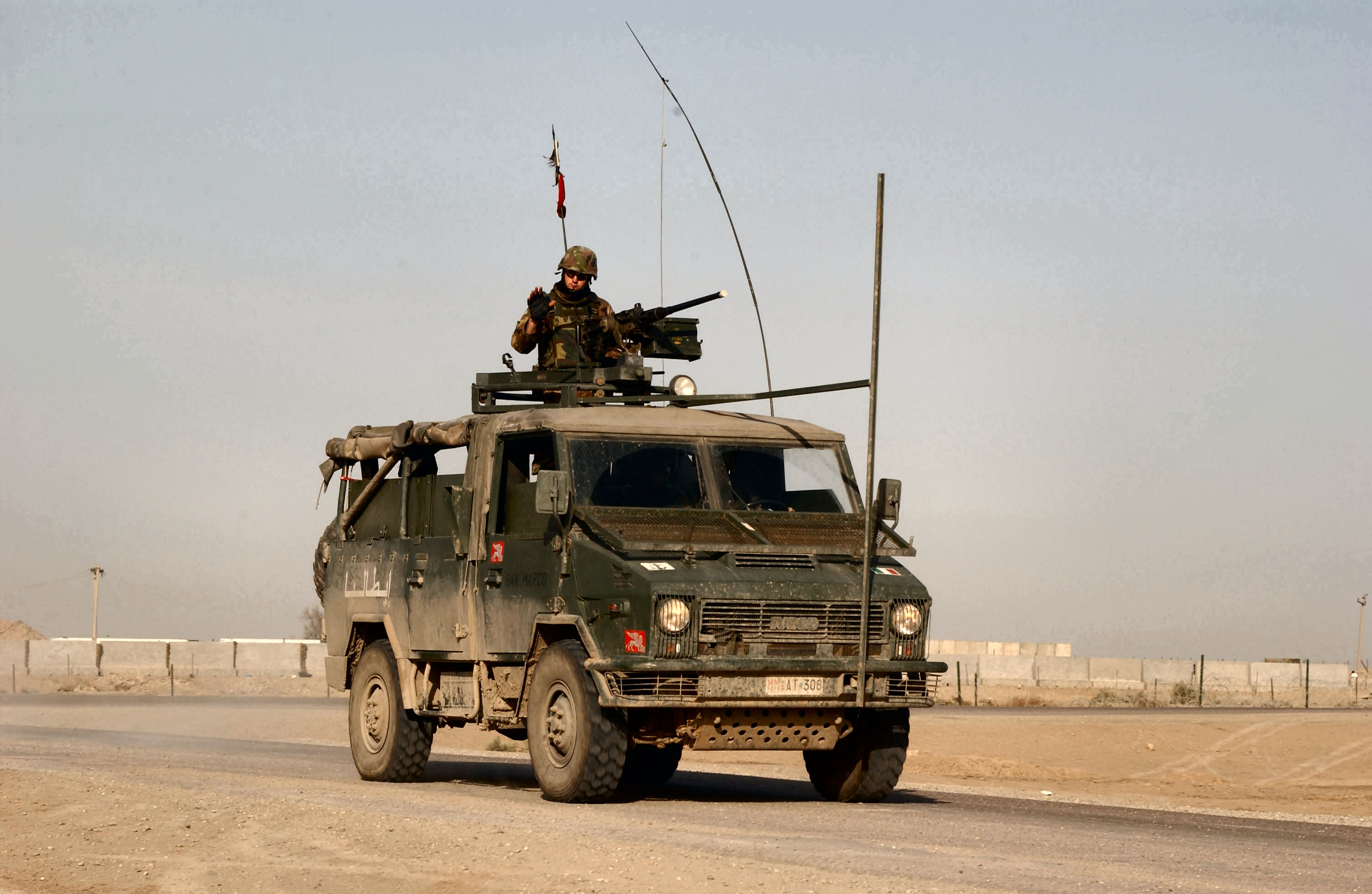
Véhicule militaire IVECO 40.10

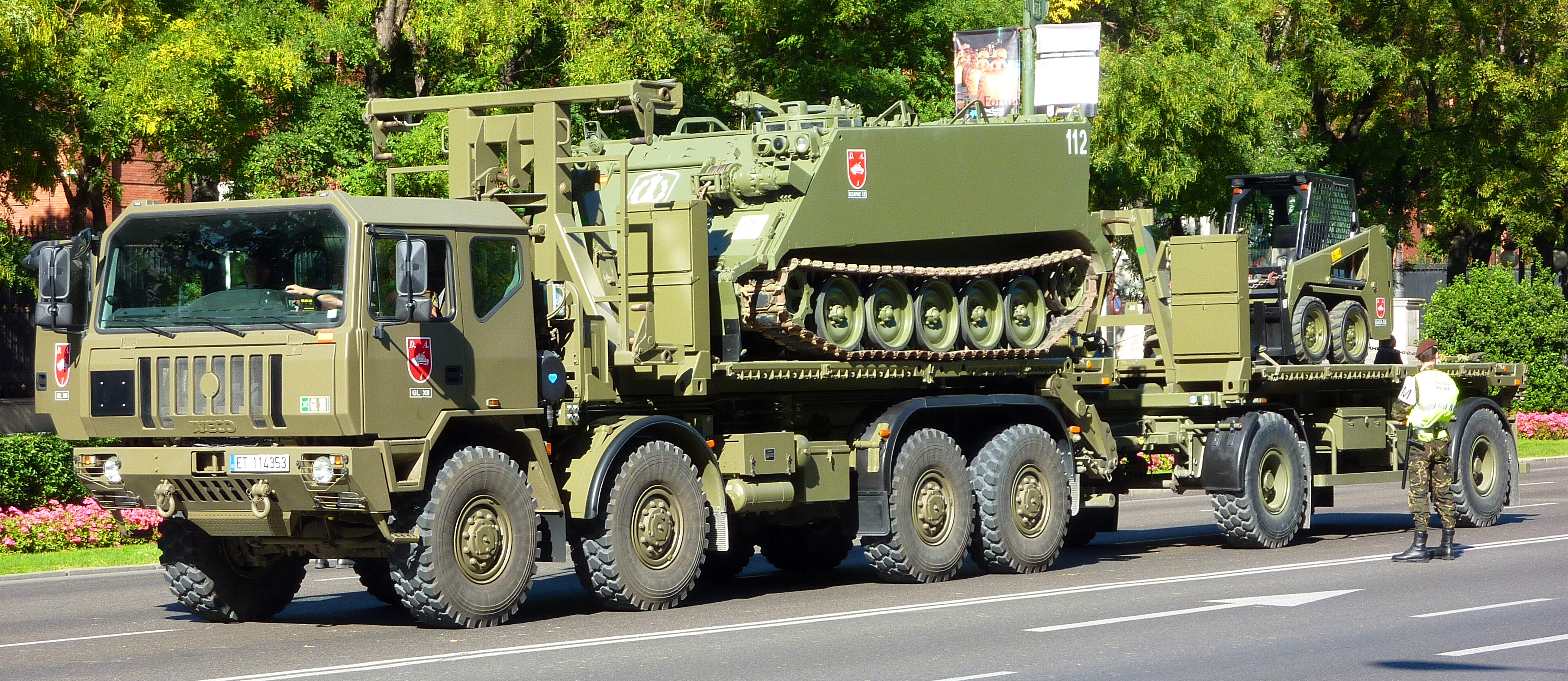
Véhicule militaire extra lourd Astra.

La gamme des produits est complète et répartie en trois domaines :
- Véhicules blindés et d'assaut en coopération avec le spécialiste italien OTO Melara SpA pour la reconnaissance, le combat, le transport des troupes, le commandement et le support. Ces matériels militaires actifs sont construits par le CIO - Consortium Iveco - Oto Melara[1], créé en 1985, afin de satisfaire aux commandes de l’armée italienne et des autres états qui ont lancé une série de programmes ayant conduit à la conception et production des MBT, IFV à chenilles, voitures blindées à roues et de véhicules blindés. Iveco Defence Vehicles est chargé  des moteurs, de la chaîne cinématique et de tous ses composants ainsi que de l’intégration finale. Iveco D.V. réalise également la coque des véhicules blindés à roues. La gamme des véhicules blindés comprend :
  - Char d'assaut Ariete C1, char de combat comparable au char M1 Abrams américain, au char Leclerc français, au char Leopard 2 allemand ou au Challenger 2 britannique,
  - VBCI - Véhicule blindé de combat d'infanterie chenillé Dardo
  - VBCI - Véhicule blindé de combat d'infanterie sur roues Freccia 8x8,
  - les modèles de la famille Centauro, chasseur de chars 8X8,
  - APC SUPERAV - véhicule amphibie 8X8 dévoilé en 2009, capable de réaliser des opérations en haute mer au-delà de l'état 3, peut transporter une charge de 10 tonnes, comportant un canon de 40 mm. Le Superav est équipée d'un moteur Iveco 6 cylindres de 700 ch et est transportable par un C-17. Le véhicule offre un volume sous blindage supérieur à 14 m3 et peut transporter un équipage de 3 personnes et 14 hommes dans un compartiment protégé.
  - VBTP - Véhicule blindé de transport de personnes Iveco VBTP-MR amphibie 6x6 & 8x8,
  - VTT - Véhicule de transport de troupes Puma 4x4 & 6x6,

- Véhicules Multirole et tactiques avec des véhicules de 1,5 à 17,5 tonnes de charge utile :
  - LMV - Véhicule blindé tactique léger multirôles Iveco VTLM Lince,
  - MPV - Véhicule blindé tactique moyen multirôles Iveco MPV 4x4-6x6,
  - MUV - Véhicule militaire protégé de service et ambulance, Iveco MUV M70 complète l'offre du véhicule tactique tout terrain Iveco VM 90 avec ou sans blindage.

- Véhicules routiers logistiques :
  - camions de 1,5 à 17,5 tonnes de charge utile,
  - tracteurs pour transport de chars, dérivés de productions Astra,

avec l'utilisation de moteurs IVECO produits par Fiat Powertrain Industrial pour équiper les chars d'assaut et véhicules blindés, à roues ou à chenilles, en configurations V8, V10 et V12 d'une puissance allant jusqu'à 1.800 Ch DIN.

### Gamme
- Iveco VM 90 - Véhicule polyvalent 4x4 sur une base IVECO Daily (1978),
- Iveco MUV M70 - Véhicule polyvalent 4x4 sur une base IVECO Daily (2014),
- Iveco ACL 90 - Camion léger 4x4,
- Iveco ACM 90 - Camion moyen tonnage 4x4,
- SMR 44 - Camion lourd 4x4,
- SMR 66 - Camion lourd 6x6,
- SMR 88 - camion lourd 8x8, renommé IVECO PPT par l'armée française,
- LSV - Light Support Vehicle, 4x4 sur une base IVECO Daily
- LMV Lince - (Light Multirole Vehicle)  - Véhicule tactique léger polyvalent (VTLM) 4x4, (le Hummer italien)
- MMV - Medium Multirole Vehicle, véhicule 4x4 sur une base EuroCargo,
- HMV - High Multirole Vehicle, en versions 4x2 - 4x4 - 6x6 ou 8x8, sur une base Trakker et Astra HD8.
- VBM Freccia - véhicule de combat d'infanterie - 8x8
- Centauro - Blindé chasseur de chars, 8x8
- Puma (AFV) - véhicule de combat blindé, 4x4 et 6x6
- Char Ariete - char d'assaut de combat.

Les véhicules militaires produits par IVECO D.V. sont en service dans de nombreux pays comme l'Allemagne, le Royaume-Uni, la Belgique, la Suisse, l'Espagne, le Portugal, la Norvège, le Pakistan, l'Égypte et la France.
IVECO LUV
Le Light Utility Vehicle basé sur l’IVECO Massif a été conçu de façon à s'adapter aux multiples tâches qui peuvent lui être confiées : reconnaissance, plate-forme pour armes légères, ambulance, transport logistique et tracteur d’artillerie. 
Le Massif LUV est équipé du moteur diesel FPT-Fiat Powertrain Technologies F1 de 3 litres 16 soupapes quatre cylindres développant 107 kW/130 ch, d'une boîte de vitesses ZF 6S400 avec overdrive couplé à une boîte de renvoi à 2 vitesses. Pour mieux s'adapter à tous les types de terrain, le véhicule peut rouler avec la seule transmission arrière ou en version 4x4.
IVECO Trakker Tep 8x8
Ce véhicule 8x8 dispose d'une cabine blindée. Il peut transporter son chargement TEP sur n'importe quel terrain quelles qu'en soient les conditions. La cabine est protégée contre toute attaque balistique et des mines selon le STANAG 4569. Le véhicule dispose de la traction intégrale permanente et est équipé de pneumatiques Hutchinson run-flat. Son moteur est un Iveco Cursor 13 développant 331 kW/420 ch accouplé à une boîte automatique Iveco Eurotronic à 12 rapports.
La société Iveco Defence Vehicles dispose des certifications ISO 9001 et de la certification militaire AQAP 2110. 